# Ulrich Stamm

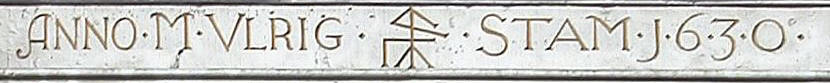
Achtermannsches Haus in Braunschweig:
Vor- und Nachname Ulrich Stamms („VLRIG STAM“), sein Steinmetzzeichen und Jahreszahl („1630“) der Entstehung.

Ulrich Stamm (* in Hohensyburg; † 16. Dezember 1633 (beigesetzt) in Braunschweig) war ein Steinmetz, Bildhauer und Baumeister in Braunschweig.

## Leben
Stamm stammte aus Hohensyburg und war ab dem 28. April 1617 Neubürger des Braunschweiger Weichbildes Altewiek und besaß ein Haus Hintern Brüdern; 1631 eines in der Gördelingerstraße. Er wird wechselnd als Steinmetz, Maurer oder am 8. Mai 1631 im Taufverzeichnis der Martinikirche als Bildhauer bezeichnet. Nach seinem Tode wurde er an der Martinikirche bestattet. Seine Witwe hatte einen unehelichen Sohn mit Wilhelm Schorigus d. Ä., einem Bildhauer in Braunschweig.

## Werk

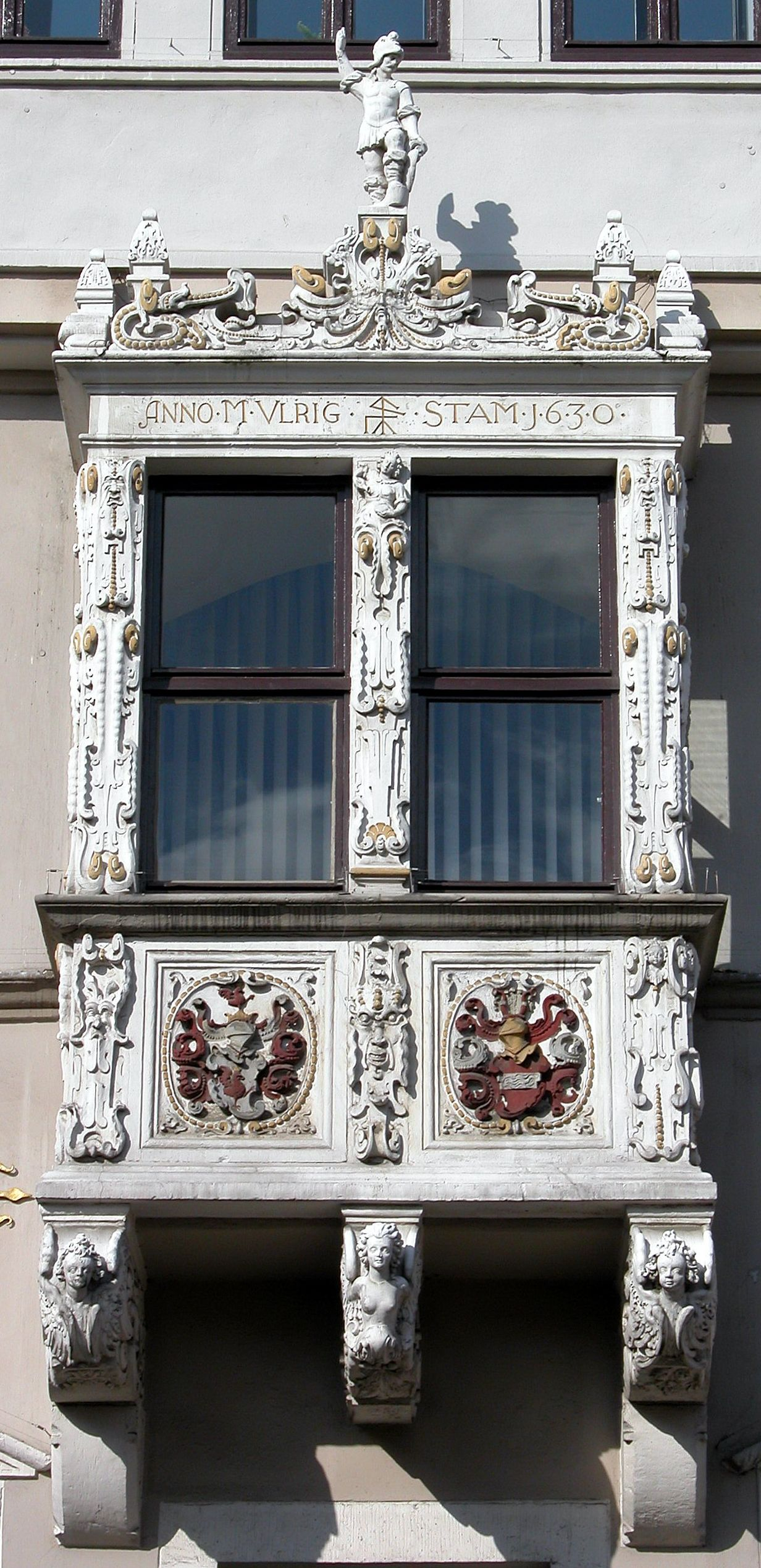
Von Stamm geschaffener Erker am Achtermannschen Haus

Von Stamm sind nur wenige Arbeiten bezeugt. Es finden sich seit 1622 Belege für Steinmetz- und Maurerarbeiten. Sein Name und sein Steinmetzzeichen mit der Jahreszahl 1630 befindet sich am Achtermannschen Haus in der Reichsstraße 3, das der Kaufmann Georg Achtermann und seine Frau Lucia von Strombeck von 1626 bis 1630 im Weichbild Neustadt erbauten. Weitere Arbeiten sind nicht nachweisbar.
Paul Jonas Meier schloss aufgrund der flachen Reliefs und der frühbarocken Formen am Portal des Stechinelli-Hauses am Altstadtmarkt, dass es von ihm stammen könnte. Er weist ferner darauf, dass Stechinelli das Haus nicht gebaut habe, sondern dass er es nach einer Quelle (Edicta 23, Seite 70) bereits 1654 von Dr. jur. Krauthaupt gekauft und erst 1690 erweitert habe. Meier nimmt weiter an, da das ehemalige Kalmsche Haus in der Wilhelmstraße 95/96, das 1936 eine Schule war, ähnliche Merkmale wie das Achtermannsche Haus aufweist und deshalb ebenfalls von Stamm stammen könnte. Dies gelte ferner auch für das Portal des Autorshofes und für das Portal des Stegerschen Mumme-Hauses am Bäckerklint 4, das im Krieg total zerstört wurde.